# Plestiodon laticeps
Espèce
Synonymes
- Scincus laticeps Schneider, 1801
- Eumeces laticeps (Schneider, 1801)
- Scincus bicolor Harlan, 1824

Statut de conservation UICN

 LC  : Préoccupation mineure
Plestiodon laticeps est une espèce de sauriens de la famille des Scincidae.

## Répartition

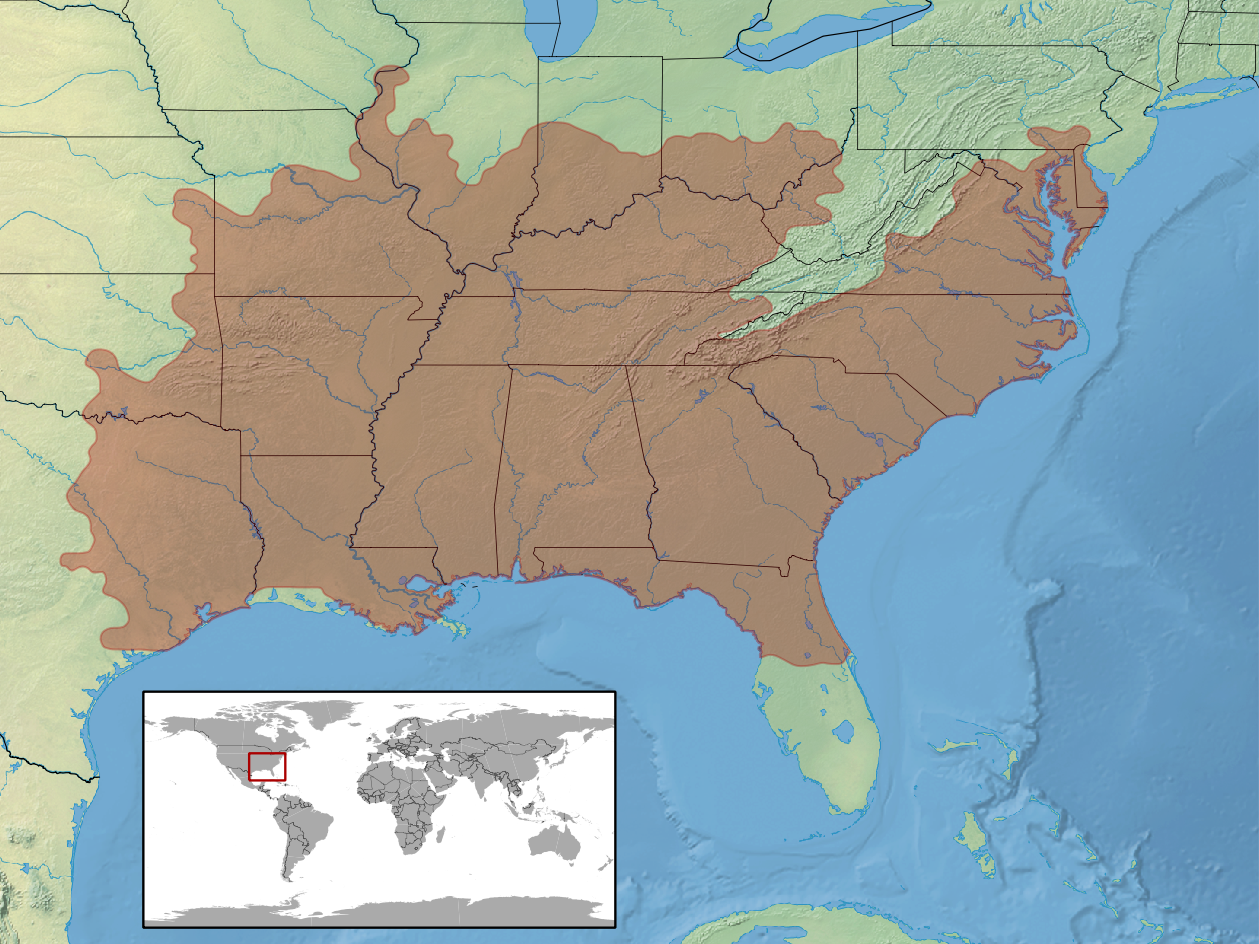
Répartition de l'espèce.

Cette espèce est endémique des États-Unis. Elle se rencontre dans l'est du Texas, dans l'est de l'Oklahoma, dans le Missouri, dans l'Arkansas, en Louisiane, dans le sud de l'Illinois, dans le Sud de l'Indiana, dans le Kansas, dans le Sud de l'Ohio, dans le Kentucky, en Virginie, dans le Maryland, en Virginie-Occidentale, dans le Delaware, dans le New Jersey, dans le Tennessee, en Caroline du Nord, dans le Mississippi, dans l'Alabama, en Géorgie et dans le nord de la Floride.

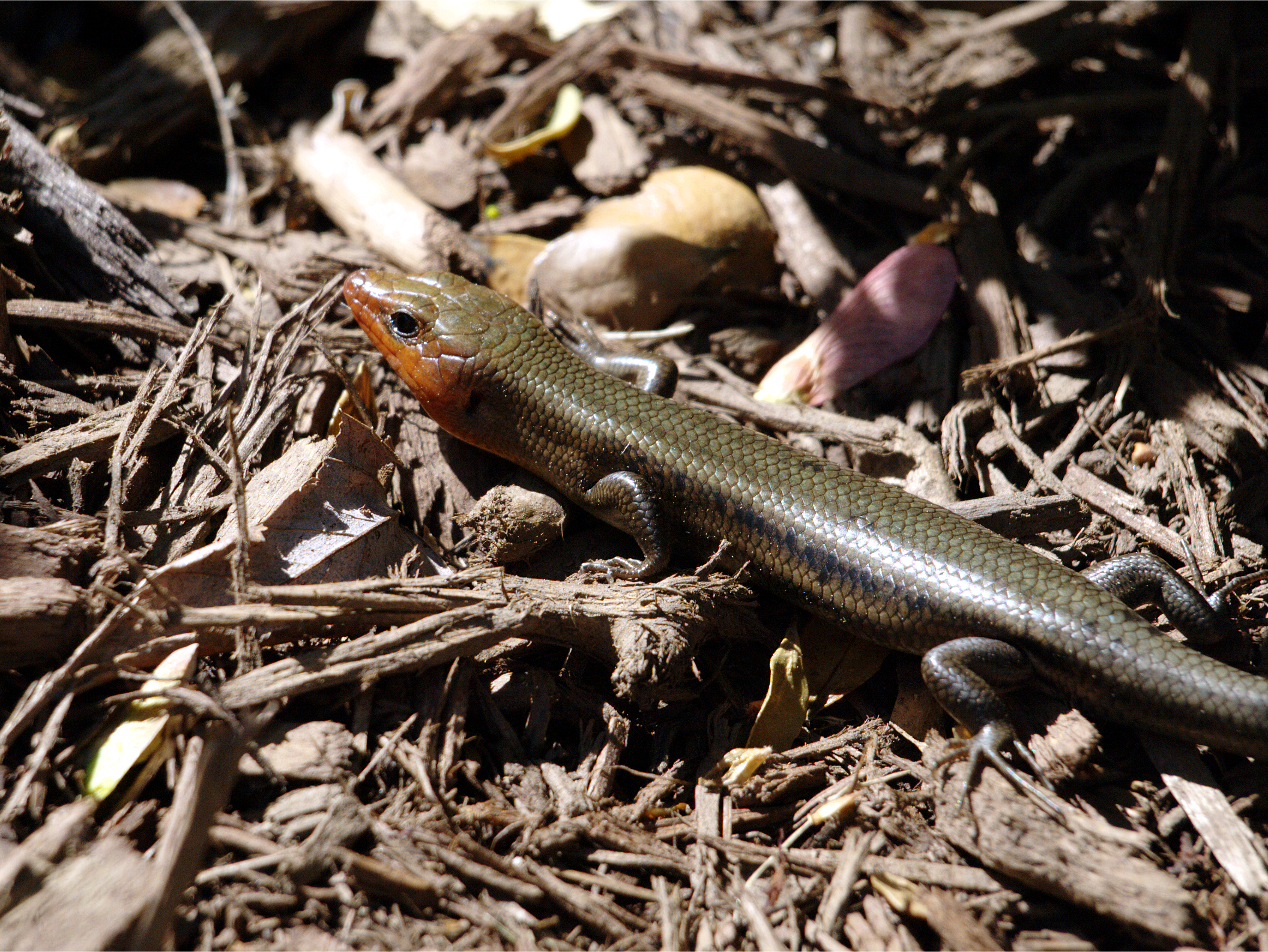
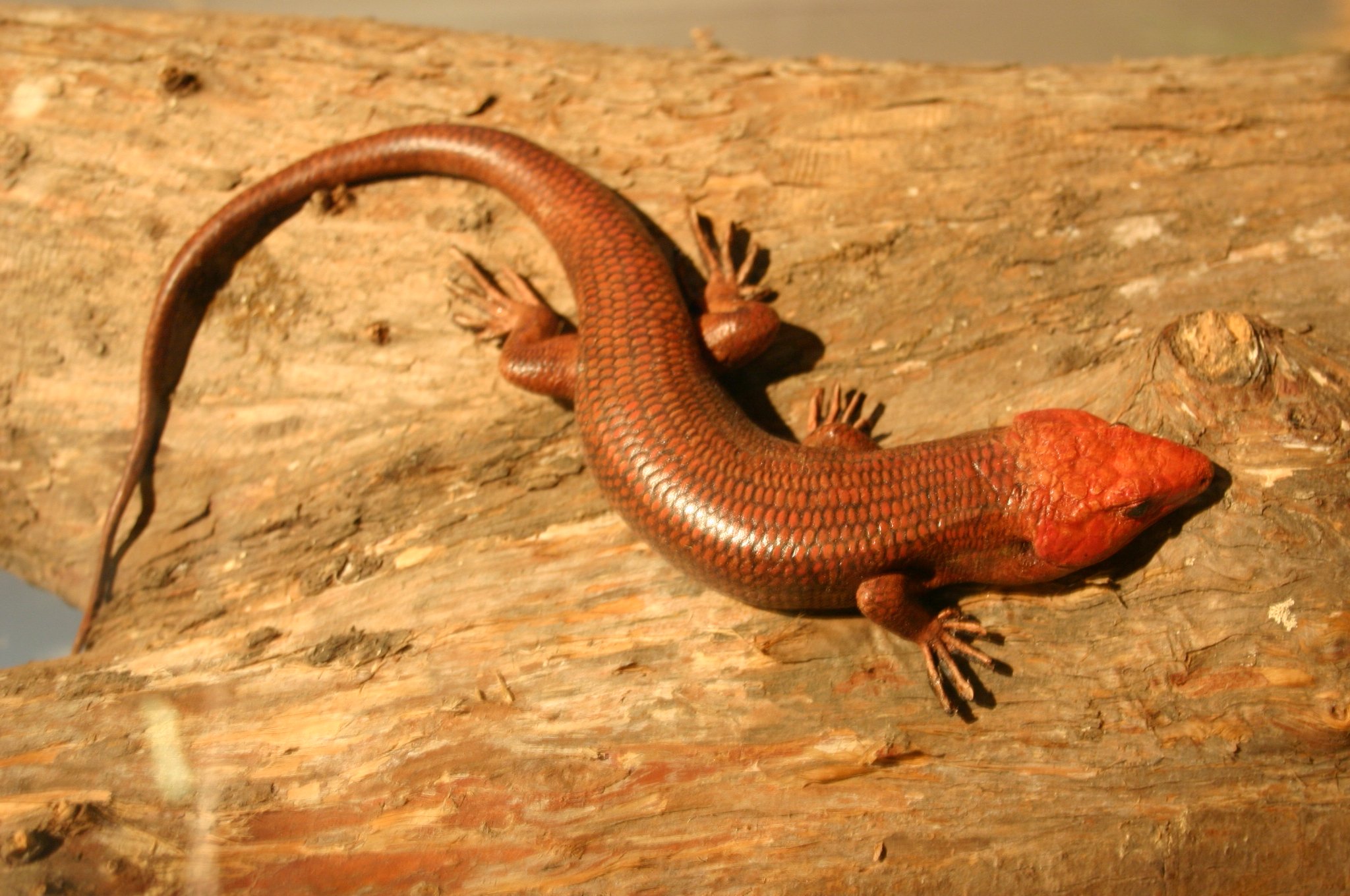
mâle
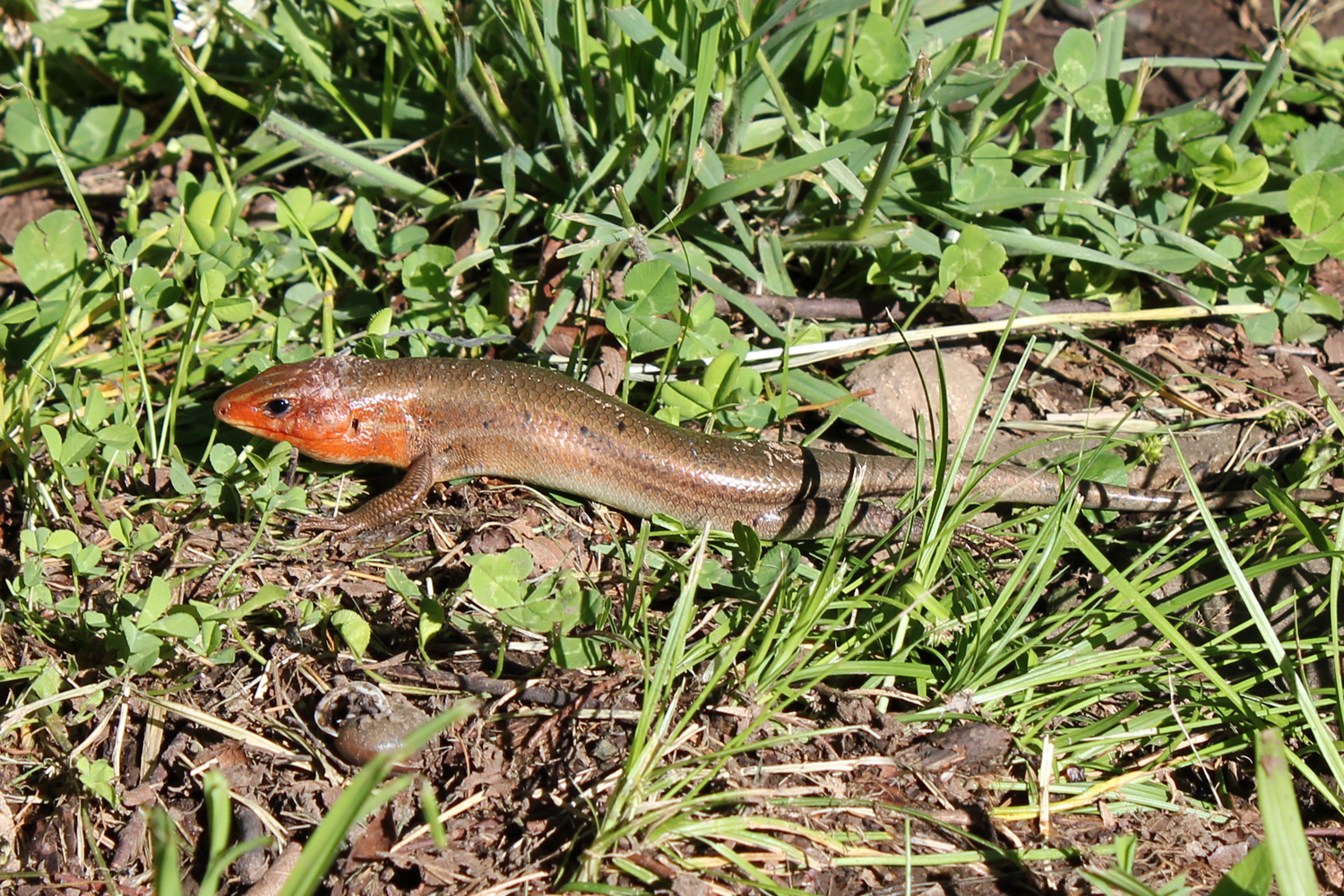
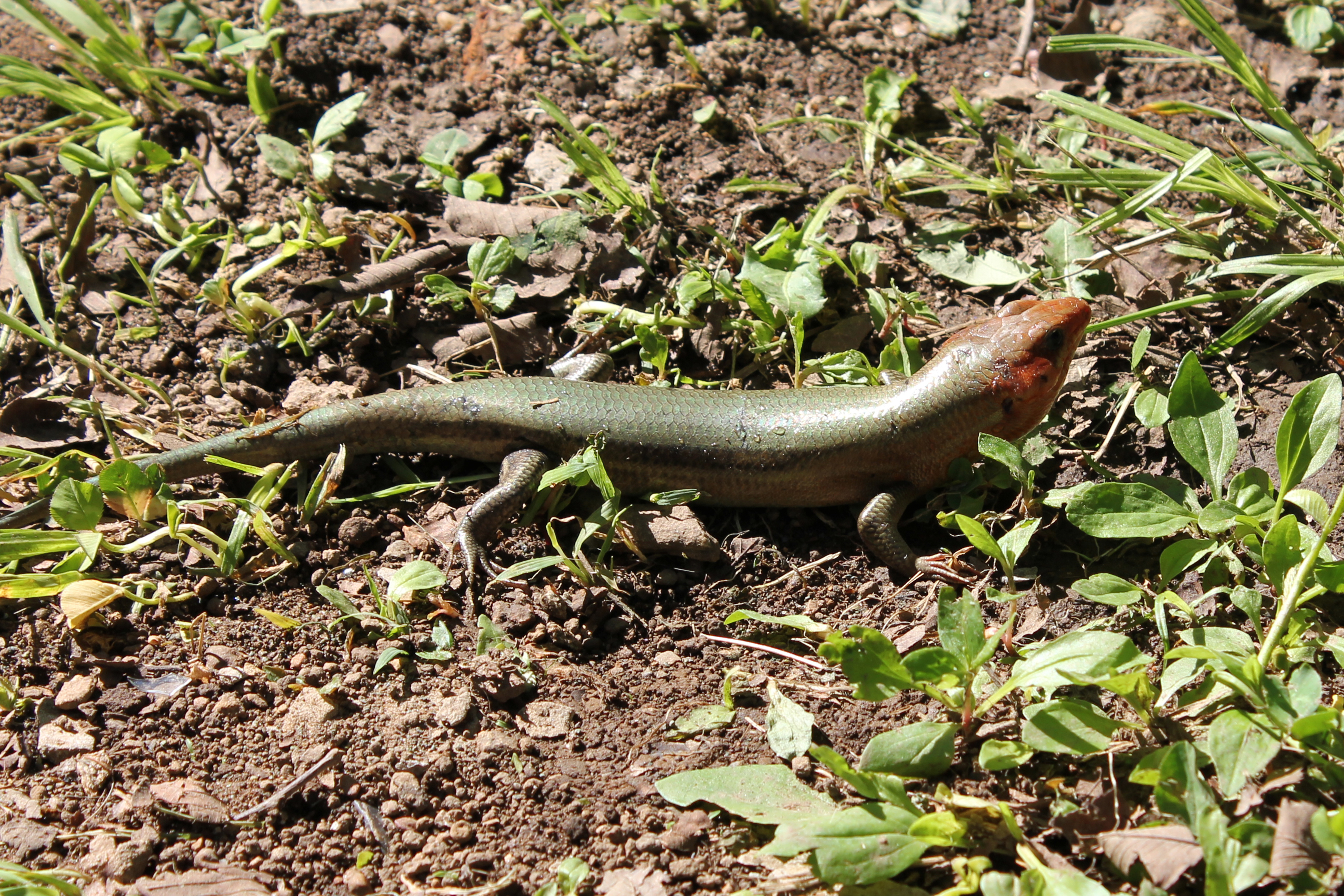

## Publication originale
- Schneider, 1801 : Historiae Amphibiorum naturalis et literariae. Fasciculus secundus continens Crocodilos, Scincos, Chamaesauras, Boas. Pseudoboas, Elapes, Angues. Amphisbaenas et Caecilias. Frommani, Jena, p. 1-374 (texte intégral).